# Ведерников, Александр Филиппович
Алекса́ндр Фили́ппович Веде́рников (23 декабря 1927, Воробьёва Гора или Мокино — 9 января 2018, Москва) — советский российский оперный и камерный певец (бас), педагог. Народный артист СССР (1976). Лауреат Государственной премии СССР (1969).

## Биография
Родился 23 декабря 1927 года в деревне Воробьёва Гора (по другим источникам — в селе Мокино) (ныне Советского района Кировской области, Россия).
В 1943—1947 годах учился в Коркинском горном техникуме, занимался в кружке изобразительного искусства местного клуба «Большой горняк». Затем проучился два курса в Свердловском музыкальном училище имени П. И. Чайковского.
В 1955 году окончил Московскую консерваторию им. П. И. Чайковского (класс Розы Альперт-Хасиной)
В 1955—1958 годах — солист Ленинградского театра оперы и балета им. С. М. Кирова (ныне Мариинский театр).
С 1958 года по 1990 год — солист Большого театра (Москва).
В 1960—1961 годах стажировался в театре «Ла Скала» (Милан, Италия) у маэстро Барра.
Выступал как концертный певец. Провёл множество филармонических концертов. В его камерном репертуаре произведения многих русских и зарубежных композиторов.
С 1954 года гастролировал за рубежом (Франция, Ирак, ГДР, Италия, Англия, Канада, Швеция, Финляндия, Австрия и др).
Вёл педагогическую деятельность. С 2006 по 2009 год — консультант по вокалу в Большом театре. Его ученики — многие солисты театра.
С 2008 года — художественный руководитель театра «Русская опера» в Москве (театр был закрыт в 2015 году).
Действительный член Академии народной музыки и Русской академии искусствознания и музыкального исполнительства, член Союза театральных деятелей Российской Федерации.
Дискография насчитывает свыше тридцати дисков с записями романсов, песен, арий и ораторий.
О своём многолетнем творчестве рассказал в вышедшей в 1989 году книге «Чтоб душа не оскудела».
Член КПСС с 1964 года.
Умер 9 января 2018 года на 91-м году жизни. 12 января прошло отпевание в храме святых мучениц Веры, Надежды, Любови и Софии на Сущёвском валу, после которого был похоронен на Миусском кладбище Москвы рядом с его близкими.

### Семья
- Первая жена — Майя Александровна Головня (1926—2017), эстрадная певица.
  - Дочь — Марина (род. 1959), преподаватель музыки.
- Вторая жена — Наталия Николаевна Ведерникова (Гуреева) (1937—2022), пианистка, органистка, профессор Московской консерватории, заслуженная артистка РФ (1993), заслуженный деятель искусств РФ (2005).
  - Сын — Александр (1964—2020), дирижёр, заслуженный деятель искусств РФ (2007).
  - Сын — Борис (род. 1967), живописец, педагог, член-корреспондент РАХ (2021), заслуженный художник РФ (2020)

## Награды и звания
- Лауреат конкурса исполнителей Всемирного фестиваля молодежи и студентов в Бухаресте (2-я премия, 1953)
- Лауреат Международного конкурса вокалистов им. Шумана в Берлине (1-я премия, 1956)
- Лауреат Всесоюзного конкурса на исполнение произведений советских композиторов (1-я премия, 1956)
- Заслуженный артист РСФСР (1961)[6]
- Народный артист РСФСР (1967)[7]
- Народный артист СССР (25 мая 1976 года) — за большие заслуги в развитии советского музыкального и хореографического искусства и в связи с 200-летием Государственного академического Большого театра СССР[8]
- Государственная премия СССР в области литературы, искусства и архитектуры (1969) — за концертные программы 1966—1967 и 1967—1968 годов[9]
- Орден «За заслуги перед Отечеством» IV степени (2002) — за большой вклад в развитие музыкального искусства[10]
- Орден Трудового Красного Знамени (1971)
- Орден Дружбы народов (1988)
- Орден «Славы и Чести» (РПЦ, 2017) — за многолетние труды по духовно-нравственному просвещению, активную общественно-церковную деятельность, а также по случаю 90-летия со дня рождения[11]
- Орден святого благоверного князя Даниила Московского II степени (РПЦ, 1997)
- Орден святого равноапостольного великого князя Владимира III степени (РПЦ, 1999)
- Орден преподобного Сергия Радонежского II степени (РПЦ, 2002)
- Медаль Преподобного Макария Унженского чудотворца (РПЦ, 1999)
- Медаль Преподобного Варнавы Ветлужского чудотворца (РПЦ, 2000)
- Орден Янтарного креста (Русская академия искусствознания и музыкального исполнительства, 1998)
- Почётная грамота Полномочного представителя Президента Российской Федерации в Центральном федеральном округе (2017) — за большой вклад в развитие искусства, многолетнюю плодотворную творческую деятельность, большой вклад в укрепление духовно-нравственных ценностей
- Национальная премия «Имперская культура» имени Эдуарда Володина (2015)[12][13][14].
- По представлению Георгия Свиридова в честь певца назван астероид (7996) Vedernikov, открытый астрономом Людмилой Карачкиной в Крымской Астрофизической Обсерватории 1 сентября 1983 года.

## Творчество
Исполнял практически все басовые партии в русских операх.
Много концертировал. Особенно плодотворным стало сотрудничество певца с композитором Г. В. Свиридовым. Началось это с исполнения ещё в консерваторские годы песен из поэмы «Страна отцов» на стихи А. С. Исаакяна. Затем последовало много работ. Одна из самых замечательных — исполнение цикла из 9 песен на стихи Р. Бёрнса (в том числе «Всю землю тьмой заволокло», «Финдлей», «Возвращение солдата», «Честная бедность»), а также песни на слова А. С. Пушкина («Роняет лес багряный свой убор», «Подъезжая под Ижоры», «Ворон к ворону летит», «Зимняя дорога»), С. А. Есенина («Любовь»), Ф. И. Тютчева («Эти бедные селенья»), А. А. Блока («Видение», «Голос из хора», «Петербургская песня», «Флюгер», «За горами, лесами…»), У. Шекспира («Людская неблагодарность», «Зима», «Солдатский тост и песня Яго», песня Шута из комедии «Двенадцатая ночь», «Песенка Яго о короле Стефане»), П.-Ж. Беранже («Как яблочко, румян») и др. В 1959 году стал первым исполнителем партии Поэта в «Патетической оратории» Г. В. Свиридова на слова В. В. Маяковского.
В 2009 году дебютировал в 80-летнем возрасте в партии Солопия Черевика в спектакле Театра «Русская опера» «Сорочинская ярмарка» М. П. Мусоргского.
Творчество певца получило высокую оценку композитора Г. В. Свиридова:

«Для него петь — значит раскрывать самую суть музыкального образа. На мой взгляд, Ведерников обладает исключительно чутким и острым пониманием русской национальной стихии в музыкальном искусстве. Поэтому так естественно звучат у него народные русские песни. Он поражает мощью и эпическим размахом в партиях русского классического репертуара. В то же время достаточно услышать, как он поет Шумана или Себастьяна Баха, чтобы убедиться в том, что ему внутренне близок и мир музыки великих немецких композиторов».

### Оперный репертуар
Ленинградский театр оперы и балета им. С. М. Кирова
- 1955 — «Дон Жуан» В. А. Моцарта — Лепорелло
- 1956 — «Садко» Н. А. Римского-Корсакова — Варяжский гость
- 1956 — «Руслан и Людмила» М. И. Глинки — Фарлаф
- 1957 — «Евгений Онегин» П. И. Чайковского — Гремин
- 1957 — «Иван Сусанин» М. И. Глинки — Иван Сусанин

Большой театр
- 1957 — «Иван Сусанин» М. И. Глинки — Иван Сусанин
- 1957 — «Евгений Онегин» П. И. Чайковского — Гремин
- 1958 — «Царская невеста» Н. А. Римского-Корсакова — Собакин
- 1958 — «Чародейка» П. И. Чайковского — Мамыров
- 1958 — «Русалка» А. С. Даргомыжского — Мельник
- 1959 — «Сказка о царе Салтане» Н. А. Римского-Корсакова — Царь Салтан
- 1959 — «Декабристы» Ю. А. Шапорина — Часовой
- 1959 — «Борис Годунов» М. П. Мусоргского — Пимен
- 1959 — «Садко» Н. А. Римского-Корсакова — Варяжский гость
- 1959 — «Хованщина» М. П. Мусоргского — Досифей
- 1959 — «Джалиль» Н. Г. Жиганова — Журавлёв
- 1959 — «Князь Игорь» А. П. Бородина — Галицкий
- 1959 — «Война и мир» С. С. Прокофьева — Князь Николай Болконский
- 1960 — «Руслан и Людмила» М. И. Глинки — Фарлаф
- 1960 — «Война и мир» С. С. Прокофьева — Кутузов
- 1960 — «Борис Годунов» М. П. Мусоргского — Варлаам
- 1960 — «Снегурочка» Н. А. Римского-Корсакова — Дед Мороз
- 1960 — «Повесть о настоящем человеке» С. С. Прокофьева — Андрей
- 1963 — «Летучий голландец» Р. Вагнера — Даланд
- 1963 — «Аида» Дж. Верди — Рамфис
- 1963 — «Дон Карлос» Дж. Верди — Великий инквизитор
- 1964 — «Октябрь» В. И. Мурадели — Иван Тимофеевич
- 1965 — «Декабристы» Ю. А. Шапорина — Старый солдат
- 1965 — «Князь Игорь» А. П. Бородина — Хан Кончак
- 1965 — «Дон Карлос» Дж. Верди — Филипп II
- 1966 — «Сказание о невидимом граде Китеже и деве Февронии» Н. А. Римского-Корсакова — Князь Юрий
- 1966 — «Севильский цирюльник» Дж. Россини — Дон Базилио
- 1967 — «Борис Годунов» М. П. Мусоргского — Борис Годунов
- 1967 — «Неизвестный солдат» К. В. Молчанова — Командир
- 1969 — «Фауст» Ш. Гуно — Мефистофель
- 1969 — «Хованщина» М. П. Мусоргского — Иван Хованский
- 1972 — «Руслан и Людмила» М. И. Глинки — Руслан
- 1975 — «Зори здесь тихие» К. В. Молчанова — Васков
- 1976 — «Каменный гость» А. С. Даргомыжского — Лепорелло
- 22 июня 1984 — «Моцарт и Сальери» Н. А. Римского-Корсакова — Сальери
- 30 марта 1985 — «Семён Котко» С. С. Прокофьева — Ткаченко
- 1986 — «Евгений Онегин» П. И. Чайковского — Гремин
- 6 ноября 1986 — «Вертер» Ж. Массне — Судья
- «Катерина Измайлова» Д. Шостаковича — Борис Тимофеевич

### Дискография
- 1955 — «Сказание о невидимом граде Китеже и деве Февронии» Н. А. Римского-Корсакова, дирижёр С. А. Самосуд[16]— князь Юрий Всеволодович
- 1958 — «Царская невеста» Н. А. Римского-Корсакова, дирижёр Е. Ф. Светланов[17] — Собакин
- 1964 — «Садко» Н. А. Римского-Корсакова, дирижёр Е. Ф. Светланов — Варяжский гость
- 1969 — «Князь Игорь» А. П. Бородина, дирижёр М. Ф. Эрмлер — хан Кончак
- 1975 — «Снегурочка» Н. А. Римского-Корсакова, дирижёр В. И. Федосеев — Мороз
- 1977 — «Каменный гость» А. С. Даргомыжского, дирижёр М. Ф. Эрмлер — Лепорелло
- 1981 — «Князь Игорь» А. П. Бородина, дирижёр М. Ф. Эрмлер — князь Галицкий
- 1983 — «Русалка» А. С. Даргомыжского, дирижёр В. И. Федосеев — Мельник
- 1983 — «Сказание о невидимом граде Китеже и деве Февронии», дирижёр Е. Ф. Светланов — князь Юрий Всеволодович
- 1983 — «Борис Годунов» М. П. Мусоргского, дирижёр В. И. Федосеев — Борис Годунов
- 1986 — «Евгений Онегин» П. И. Чайковского, дирижёр В. И. Федосеев — Князь Гремин
- 1986 — «Иван Сусанин» М. И. Глинки, дирижёр М. Ф. Эрмлер — Иван Сусанин
- 1987 — «Борис Годунов» М. П. Мусоргского, дирижёр А. Н. Лазарев — Пимен
- 1989 — «Пиковая дама» П. И. Чайковского, дирижёр В. И. Федосеев — Сурин

### Видеозаписи спектаклей
- 1981 — «Князь Игорь» Александра Бородина (Галицкий), реж. Олег Моралёв, Александр Баранников, дир. Марк Эрмлер.
- 1979 — «Хованщина» Модеста Мусоргского (Иван Хованский), реж. Леонид Баратов, дир. Юрий Симонов
- 1983 — «Царская невеста» Н. Римского-Корсакова (Собакин), режиссер-постановщик — Олег Моралев, дирижер Юрий Симонов.
- 1979 — «Каменный гость» А. Доргомыжского (Лепорелло), реж. Олег Моралёв, дир. Марк Эрмлер
- 1988 — «Борис Годунов» М. Мусоргского (Пимен), дир. Александр Лазарев

### Фильмография

#### Вокал
- 1964 — Царская невеста (фильм-опера) — Собакин (роль Н. Д. Тимофеева)
- 1966 — Каменный гость (фильм-опера) — Лепорелло (роль Е. А. Лебедева)
- 1966 — Катерина Измайлова (фильм-опера) — Борис Тимофеевич (роль А. В. Соколова)
- 1968 — Неоконченная симфония (фильм-спектакль)
- 1972 — Воскресный музыкант (музыкальный фильм)

#### Участие в фильмах
- 1988 — Александр Ведерников. Тихая моя родина (документальный)
- 1991 — Сергей Прокофьев. Сюита жизни (документальный)
- 2007 — Золотой бас России (документальный)
- 2009 — Синее море… белый пароход… Валерия Гаврилина (документальный)